# Bülent Demirlek
Bülent Demirlek (Bursa, 1975. szeptember 9. –) török nemzetközi labdarúgó-játékvezető.

## Pályafutása

### Nemzeti játékvezetés
Ellenőreinek, sportvezetőinek javaslatára lett az I. Liga játékvezetője. Az aktív nemzeti játékvezetéstől 2008-ban vonult vissza.

#### Nemzeti kupamérkőzések
Vezetett Kupa-döntők száma: 1.

##### Szuperkupa
| Időpont          | Helyszín                               | Mérkőzés típusa | Mérkőzés                   | Eredmény | Nézők száma |
| ---------------- | -------------------------------------- | --------------- | -------------------------- | -------- | ----------- |
| 2006. július 30. | Commerzbank Stadion, Frankfurt am Main | döntő           | Galatasaray SK–Beşiktaş JK | 0 – 1    | 25 500      |

### Nemzetközi játékvezetés
A Török labdarúgó-szövetség Játékvezető Bizottsága (JB) terjesztette fel nemzetközi játékvezetőnek, a Nemzetközi Labdarúgó-szövetség (FIFA) 2003-tól tartotta nyilván bírói keretében. Több nemzetek közötti válogatott és klubmérkőzést vezetett. A török nemzetközi játékvezetők rangsorában, a világbajnokság-Európa-bajnokság sorrendjében az 5. helyet foglalja el 5 találkozó szolgálatával. Az aktív nemzetközi játékvezetéstől 2008-ban búcsúzott. Válogatott mérkőzéseinek száma: 5.

#### Világbajnokság
A világbajnoki döntőhöz vezető úton Németországba a XVIII., a 2006-os labdarúgó-világbajnokságra a FIFA JB bíróként alkalmazta.
| Időpont             | Helyszín                             | Mérkőzés típusa           | Mérkőzés                       | Eredmény | Nézők száma |
| ------------------- | ------------------------------------ | ------------------------- | ------------------------------ | -------- | ----------- |
| 2004. szeptember 8. | Dr. Magalhães Pessoa Stadion, Leiria | előselejtező (3. csoport) | Portugália–Észtország          | 4 – 0    | 27 214      |
| 2005. június 4.     | Olimpiai Stadion, Serravalle         | előselejtező (7. csoport) | San Marino–Bosznia-Hercegovina | 1 – 3    | 750         |
| 2005. szeptember 7. | Vaszil Levszki Stadion, Szófia       | előselejtező (8. csoport) | Bulgária–Izland                | 3 – 2    | 18 000      |

#### Európa-bajnokság
Az európai-labdarúgó torna döntőjéhez vezető úton Ausztriába és Svájcba a XIII., a 2008-as labdarúgó-Európa-bajnokságra az UEFA JB játékvezetőként foglalkoztatta.
| Időpont              | Helyszín                       | Mérkőzés típusa           | Mérkőzés                 | Eredmény | Nézők száma |
| -------------------- | ------------------------------ | ------------------------- | ------------------------ | -------- | ----------- |
| 2007. szeptember 12. | Vaszil Levszki Stadion, Szófia | előselejtező (G. csoport) | Bulgária–Luxemburg       | 3 – 0    | 8000        |
| 2007. november 17.   | Qemal Stafa Stadion, Tirana    | előselejtező (G. csoport) | Albánia–Fehéroroszország | 2 – 4    | 5000        |

#### Nemzetközi kupamérkőzések

##### UEFA-bajnokok ligája
| Időpont          | Helyszín                        | Mérkőzés típusa                     | Mérkőzés                  | Eredmény |
| ---------------- | ------------------------------- | ----------------------------------- | ------------------------- | -------- |
| 2004. július 27. | Selman Stërmasi Stadion, Tirana | előselejtező (2. kör-, 1. mérkőzés) | KF Tirana–Ferencvárosi TC | 2 – 3    |

##### UEFA-kupa
| Időpont          | Helyszín                   | Mérkőzés típusa                     | Mérkőzés                           | Eredmény |
| ---------------- | -------------------------- | ----------------------------------- | ---------------------------------- | -------- |
| 2007. július 19. | Calarasauca Stadion, Otaci | előselejtező (1. kör-, 1. mérkőzés) | FC Nistru Otaci–Budapest Honvéd FC | 1 – 1    |